# Sigynbreen
Der Sigynbreen ist ein breiter Gletscher im ostantarktischen Königin-Maud-Land. In der Orvinfjella fließt er zwischen den Drygalskibergen und dem Kurzegebirge in nördlicher Richtung.
Norwegische Kartographen, die ihn auch benannten, kartierten ihn anhand von Vermessungen und Luftaufnahmen der Dritten Norwegischen Antarktisexpedition (1956–1960). Namensgeberin ist Sigyn, eine Göttin aus der nordischen Mythologie.